# Tennis Channel Open 1997 - Qualificazioni singolare
Le qualificazioni del singolare  del Tennis Channel Open 1997 sono state un torneo di tennis preliminare per accedere alla fase finale della manifestazione. I vincitori dell'ultimo turno sono entrati di diritto nel tabellone principale. In caso di ritiro di uno o più giocatori aventi diritto a questi sono subentrati i lucky loser, ossia i giocatori che hanno perso nell'ultimo turno ma che avevano una classifica più alta rispetto agli altri partecipanti che avevano comunque perso nel turno finale.
Le qualificazioni del torneo Tennis Channel Open 1997 prevedevano 32 partecipanti di cui 4 sono entrati nel tabellone principale.

## Teste di serie
1. Jeff Tarango (Qualificato)
2. Jérôme Golmard (Qualificato)
3. Nicolás Pereira (Qualificato)
4. Steve Bryan (secondo turno)

1. Roberto Jabali (secondo turno)
2. Răzvan Sabău (primo turno)
3. Bryan Shelton (ultimo turno)
4. David Nainkin (secondo turno)

## Qualificati
1. Jeff Tarango
2. Jérôme Golmard

1. Nicolás Pereira
2. Leonardo Lavalle

## Tabellone

### Legenda
| - Q = Qualificato - WC = Wild card - LL = Lucky loser | - ALT = Alternate - SE = Special Exempt - PR = Protected Ranking | - w/o = Walkover - r = Ritirato - d = Squalificato |

### Sezione 1
|  | Primo turno          | Primo turno          | Primo turno          | Primo turno | Primo turno |  |  | Secondo turno | Secondo turno | Secondo turno | Secondo turno | Secondo turno |   |   | Ultimo turno | Ultimo turno | Ultimo turno | Ultimo turno | Ultimo turno |  |
|  |                      |                      |                      |             |             |  |  |               |               |               |               |               |   |   |              |              |              |              |              |  |
|  | 1                    | Jeff Tarango         | Jeff Tarango         | 7           | 6           |  |  |               |               |               |               |               |   |   |              |              |              |              |              |  |
|  |                      | Jocelyn Robichaud    | Jocelyn Robichaud    | 6           | 2           |  |  | 1             | Jeff Tarango  | Jeff Tarango  | 7             | 7             |   |   |              |              |              |              |              |  |
|  | Tommy Ho             | Tommy Ho             | 6                    | 6           | 6           |  |  |               | Tommy Ho      | Tommy Ho      | 6             | 6             |   |   |              |              |              |              |              |  |
|  | Otis Smith           | Otis Smith           | 7                    | 3           | 1           |  |  |               |               |               |               |               |   |   | 1            | Jeff Tarango | Jeff Tarango | 6            | 6            |  |
|  | Luis Herrera         | Luis Herrera         | Luis Herrera         | 7           | 6           |  |  |               |               | 7             | Bryan Shelton | Bryan Shelton | 1 | 1 |              |              |              |              |              |  |
|  | Sergio Elias-Musalem | Sergio Elias-Musalem | Sergio Elias-Musalem | 5           | 4           |  |  |               | Luis Herrera  | Luis Herrera  | 2             | 5             |   |   |              |              |              |              |              |  |
|  | 7                    | Bryan Shelton        | Bryan Shelton        | 6           | 6           |  |  | 7             | Bryan Shelton | Bryan Shelton | 6             | 7             |   |   |              |              |              |              |              |  |
|  |                      | Mark Quinney         | Mark Quinney         | 4           | 2           |  |  |               |               |               |               |               |   |   |              |              |              |              |              |  |

### Sezione 2
|  | Primo turno   | Primo turno    | Primo turno    | Primo turno | Primo turno |  |  | Secondo turno | Secondo turno  | Secondo turno  | Secondo turno | Secondo turno |   |   | Ultimo turno | Ultimo turno   | Ultimo turno   | Ultimo turno | Ultimo turno |  |
|  |               |                |                |             |             |  |  |               |                |                |               |               |   |   |              |                |                |              |              |  |
|  | 2             | Jérôme Golmard | Jérôme Golmard | 6           | 6           |  |  |               |                |                |               |               |   |   |              |                |                |              |              |  |
|  |               | Jeff Williams  | Jeff Williams  | 3           | 4           |  |  | 2             | Jérôme Golmard | Jérôme Golmard | 6             | 6             |   |   |              |                |                |              |              |  |
|  | Luke Jensen   | Luke Jensen    | Luke Jensen    | 7           | 6           |  |  |               | Luke Jensen    | Luke Jensen    | 3             | 2             |   |   |              |                |                |              |              |  |
|  | Murphy Jensen | Murphy Jensen  | Murphy Jensen  | 6           | 3           |  |  |               |                |                |               |               |   |   | 2            | Jérôme Golmard | Jérôme Golmard | 7            | 6            |  |
|  | Glenn Weiner  | Glenn Weiner   | 4              | 6           | 6           |  |  |               |                |                | Glenn Weiner  | Glenn Weiner  | 6 | 3 |              |                |                |              |              |  |
|  | Kent Kinnear  | Kent Kinnear   | 6              | 2           | 4           |  |  |               | Glenn Weiner   | 4              | 7             | 6             |   |   |              |                |                |              |              |  |
|  | 8             | David Nainkin  | David Nainkin  | 6           | 6           |  |  | 8             | David Nainkin  | 6              | 5             | 2             |   |   |              |                |                |              |              |  |
|  |               | Andrew Stoner  | Andrew Stoner  | 1           | 4           |  |  |               |                |                |               |               |   |   |              |                |                |              |              |  |

### Sezione 3
|  | Primo turno         | Primo turno         | Primo turno         | Primo turno | Primo turno |  |  | Secondo turno | Secondo turno   | Secondo turno   | Secondo turno | Secondo turno |   |   | Ultimo turno | Ultimo turno    | Ultimo turno    | Ultimo turno | Ultimo turno |  |
|  |                     |                     |                     |             |             |  |  |               |                 |                 |               |               |   |   |              |                 |                 |              |              |  |
|  | 3                   | Nicolás Pereira     | Nicolás Pereira     | 6           | 6           |  |  |               |                 |                 |               |               |   |   |              |                 |                 |              |              |  |
|  |                     | Jicham Zaatini      | Jicham Zaatini      | 4           | 4           |  |  | 3             | Nicolás Pereira | Nicolás Pereira | 6             | 6             |   |   |              |                 |                 |              |              |  |
|  | Maurice Ruah        | Maurice Ruah        | Maurice Ruah        | 6           | 6           |  |  |               | Maurice Ruah    | Maurice Ruah    | 1             | 2             |   |   |              |                 |                 |              |              |  |
|  | Mashiska Washington | Mashiska Washington | Mashiska Washington | 1           | 3           |  |  |               |                 |                 |               |               |   |   | 3            | Nicolás Pereira | Nicolás Pereira | 7            | 6            |  |
|  | Cecil Mamiit        | Cecil Mamiit        | Cecil Mamiit        | 6           | 6           |  |  |               |                 |                 | Cecil Mamiit  | Cecil Mamiit  | 5 | 4 |              |                 |                 |              |              |  |
|  | David Draper        | David Draper        | David Draper        | 1           | 2           |  |  | Cecil Mamiit  | Cecil Mamiit    | Cecil Mamiit    | 7             | 6             |   |   |              |                 |                 |              |              |  |
|  |                     | Jim Grabb           | Jim Grabb           | 6           | 6           |  |  | Jim Grabb     | Jim Grabb       | Jim Grabb       | 5             | 2             |   |   |              |                 |                 |              |              |  |
|  | 6                   | Răzvan Sabău        | Răzvan Sabău        | 3           | 3           |  |  |               |                 |                 |               |               |   |   |              |                 |                 |              |              |  |

### Sezione 4
|  | Primo turno      | Primo turno      | Primo turno      | Primo turno | Primo turno |  |  | Secondo turno | Secondo turno    | Secondo turno    | Secondo turno | Secondo turno |   |   | Ultimo turno     | Ultimo turno     | Ultimo turno     | Ultimo turno | Ultimo turno |  |
|  |                  |                  |                  |             |             |  |  |               |                  |                  |               |               |   |   |                  |                  |                  |              |              |  |
|  | 4                | Steve Bryan      | Steve Bryan      | 6           | 6           |  |  |               |                  |                  |               |               |   |   |                  |                  |                  |              |              |  |
|  |                  | Ryan Clark       | Ryan Clark       | 4           | 1           |  |  | 4             | Steve Bryan      | Steve Bryan      | 1             | 3             |   |   |                  |                  |                  |              |              |  |
|  | Leonardo Lavalle | Leonardo Lavalle | Leonardo Lavalle | 7           | 6           |  |  |               | Leonardo Lavalle | Leonardo Lavalle | 6             | 6             |   |   |                  |                  |                  |              |              |  |
|  | Brian MacPhie    | Brian MacPhie    | Brian MacPhie    | 6           | 2           |  |  |               |                  |                  |               |               |   |   | Leonardo Lavalle | Leonardo Lavalle | Leonardo Lavalle | 7            | 7            |  |
|  | Wayne Black      | Wayne Black      | Wayne Black      | 6           | 6           |  |  |               |                  | Wayne Black      | Wayne Black   | Wayne Black   | 6 | 5 |                  |                  |                  |              |              |  |
|  | Luis Lobo        | Luis Lobo        | Luis Lobo        | 3           | 4           |  |  |               | Wayne Black      | Wayne Black      | 6             | 6             |   |   |                  |                  |                  |              |              |  |
|  | 5                | Roberto Jabali   | 3                | 7           | 7           |  |  | 5             | Roberto Jabali   | Roberto Jabali   | 3             | 1             |   |   |                  |                  |                  |              |              |  |
|  |                  | David Witt       | 6                | 6           | 5           |  |  |               |                  |                  |               |               |   |   |                  |                  |                  |              |              |  |